# Гільєрмо Бурдіссо
Гільєрмо Бурдіссо (ісп. Guillermo Burdisso, нар. 26 вересня 1988, Альтос-де-Чіпіон) — аргентинський футболіст, центральний захисник клубу «Ланус».
Більшу частину кар'єри провів у Аргентині, також недовго грав у Європі за італійську «Рому» та турецький «Галатасарай», а також зіграв одну гру за національну збірну Аргентини.

## Клубна кар'єра
Гільєрмо Бурдіссо почав кар'єру в клубі «Ель-Порвенір» у 2006 році, за який він провів 3 гри. Після цього футболіст не виступав за основу клубу.
У 2007 році він став гравцем клубу «Росаріо Сентраль». 27 лютого 2009 року він дебютував в основному складі команди у матчі з «Банфілдом», в якому його клуб програв 1:3. У наступній грі, з «Сан-Лоренсо де Альмагро», Гільєрмо забив перший гол за «Росаріо». Згодом футболіст став твердим гравцем основи команди, провівши 44 матчі і забив 4 голи. Незважаючи на вдалі виступи гравця, «Росаріо» по закінченні сезону 2010 вилетів у другий аргентинський дивізіон.

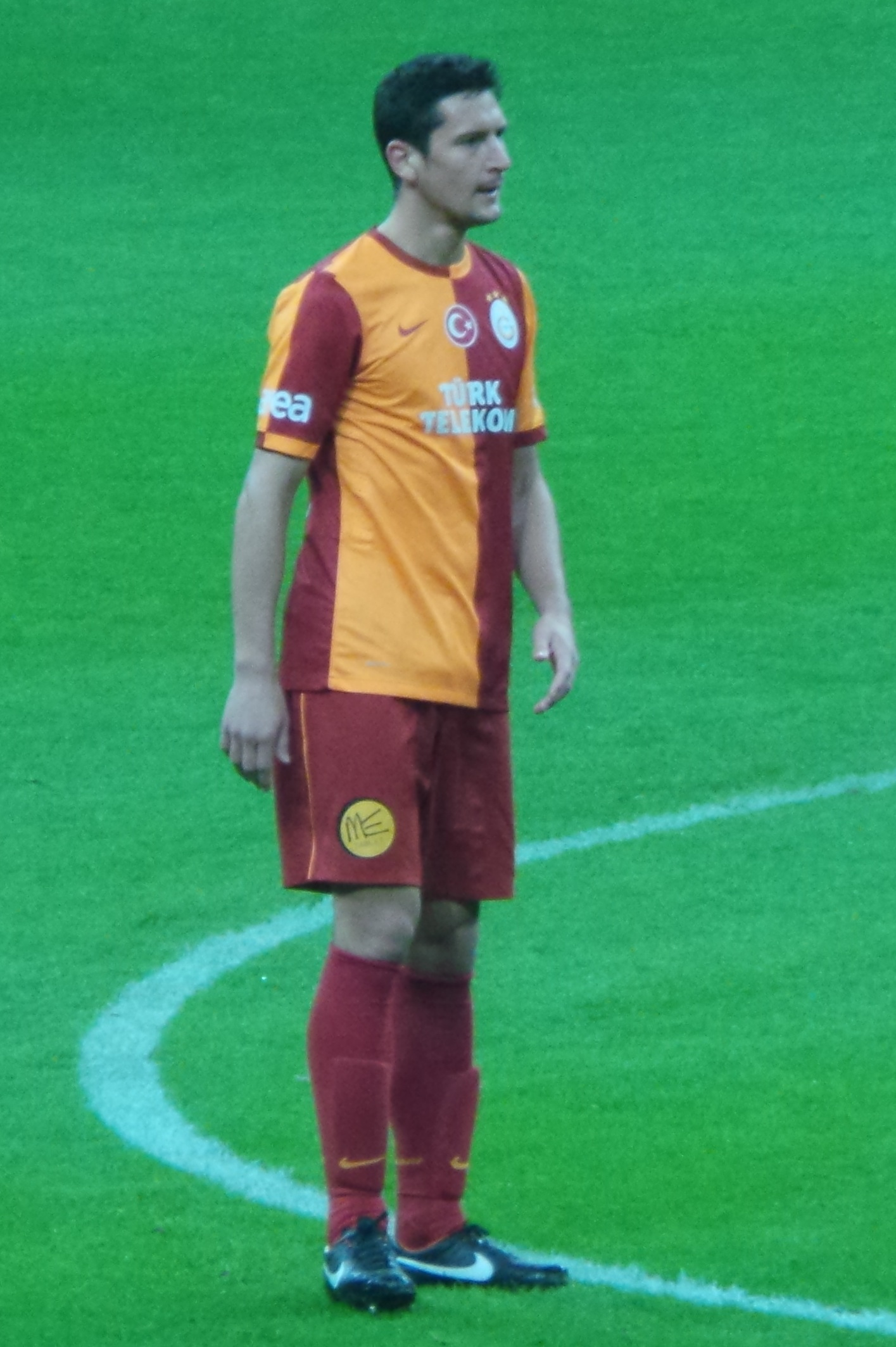
Гільєрмо Бурдіссо під час виступів за «Галатасарай». 25 березня 2014 року.

10 серпня 2010 року Бурдіссо перейшов, за 500 тис. євро на правах оренди з можливістю першочергового викупу трансферу футболіста за 4,7 млн євро в італійський клуб «Рома», дле поєднався зі своїм братом Ніколасом. 11 вересня 2010 року Гільєрмо дебютував у складі клубу в матчі з «Кальярі», в якому його команда програла 1:5. Наступного тижня він виграє свій другий і останній матч у Серії А проти «Болоньї» (2:2). Згодом аргентинець зіграв ще лише один матч за клуб у Лізі чемпіонів проти «Базеля». Наприкінці сезону, «Рома» вирішує не використовувати право на викуп і гравець повертається до «Росаріо».
21 липня 2011 року Бурдіссо перейшов у «Арсенал» з Саранді на правах річної оренди. 7 серпня 2011 року дебютував за «Арсенал» у матчі 1-го туру аргентинської Апертури 2011 року проти «Колона» і на 36-й хвилині відкрив рахунок своїм голам за «гармашів». 24 червня 2012 року разом зі своєю командою став чемпіоном Аргентини. Для команди з Саранді це став перший чемпіонський титул в історії клубу.
Перед сезоном 2012/13 перейшов у «Боку Хуніорс», де провів три роки. Також протягом першої половини 2014 року захищав кольори «Галатасараю», з яким став володарем Кубка Туреччини, проте основним гравцем клубу не був.
2015 року приєднався до складу мексиканського «Леона». Станом на 20 січня 2018 року відіграв за команду з Леона 72 матчі в національному чемпіонаті.

## Виступи за збірну
26 січня 2010 року Бурдіссо провів свій єдиний матч у складі збірної Аргентини у товариській грі з Коста-Рикою і в цьому ж матчі забив гол, його команда перемогла 3:2.
| Дата       | Місто    | Господарі | Результат | Гості      | Турнір           | Голи | Примітки |
| ---------- | -------- | --------- | --------- | ---------- | ---------------- | ---- | -------- |
| 26-01-2010 | Сан-Хуан | Аргентина | 3 – 2     | Коста-Рика | товариський матч | 1    |          |
| Усього     |          | Матчів    | 1         |            | Голів            | 1    |          |

## Титули і досягнення
- Чемпіон Аргентини (1):

«Арсенал»: Клаусура 2012
- Володар Кубка Аргентини (1):

«Арсенал»: 2011–12
- Володар Кубка Туреччини (1):

«Галатасарай»: 2013–14
- Володар Кубка банку Суруга (1):

«Індепендьєнте»: 2018

## Особисте життя
Брат іншого відомого футболіста Ніколаса Бурдіссо. Має паспорт громадянина Італії.